# 용형호제 2
《용형호제 2》(중국어: 飛鷹計劃)는 1990년 12월 제작 1991년 2월에 개봉한 성룡 주연의 액션 영화 용형호제의 속편이다.

## 한국판 성우진(KBS) (1996년 1월 20일)
- 장세준 - 재키(성룡)
- 이현선 - 아다(정유령)
- 유남희 - 엘자(에바 코보)
- 문선희 - 모모코(이케다 쇼코)
- 이재명 - 호텔 주인(켄 스미스)
- 김규식 - 베논 백작(보지다르 스밀자닉)
- 유만준 - 아돌프(앨도 샘브렐)
- 임성표 - 외국인(조나단 이스거)
- 서문석 - 아돌프의 부하(웨인 아처)
- 김관진 - 마크(빈센트 린) / 외국인(댄 민츠) / 아돌프의 부하(브루스 폰테인)
- 전인배 - 아돌프의 부하(켄 굿맨)